# Paul Bloom

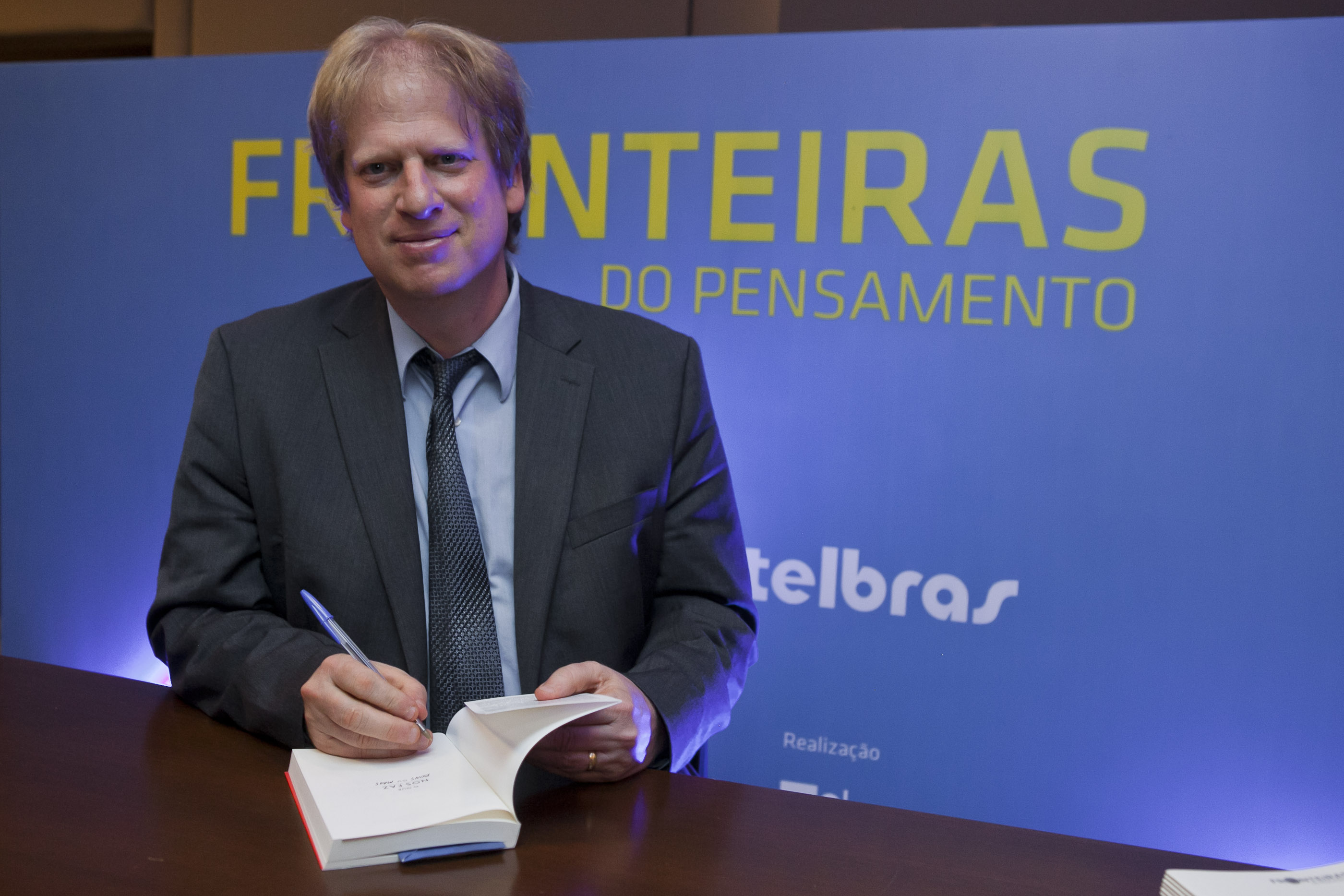
Paul Bloom (2014)

Paul Bloom (geboren 24. Dezember 1963 in Montreal) ist ein kanadisch-US-amerikanischer Professor für Psychologie an der University of Toronto.

## Leben
Blooms Forschungsschwerpunkte liegen in der kognitiven Entwicklungspsychologie, insbesondere auf dem Gebiet des Spracherwerbs.
Als Student besuchte Bloom die McGill University, wo er 1985 seinen B.A. erwarb. Sein Graduiertenstudium absolvierte er am Massachusetts Institute of Technology, wo er 1990 seinen Ph.D. in kognitiver Psychologie erwarb.
Die gesamten 1990er-Jahre hindurch lehrte Bloom an der University of Arizona: als  Assistant Professor von 1990 bis 1996; als Associate Professor von 1996 bis 1999. Ab 1999 lehrte und forschte er an der Yale University in New Haven, wo er inzwischen emeritiert ist. Seit 2021 ist Bloom Professor an der University of Toronto. 1993 wurde er Forschungsstipendiat der Alfred P. Sloan Foundation (Sloan Research Fellow).
Bloom ist neben Barbara L. Finlay Herausgeber der Zeitschrift Behavioral and Brain Sciences.
Seit 2014 erregt Bloom Medienaufmerksamkeit durch die These, dass reine Empathie bei moralischen Entscheidungen keine gute Hilfe sei, weil sie nicht nach den harten Fakten frage. Bloom empfiehlt stattdessen Mitgefühl (engl. compassion), ein Gefühl, das Menschen auch dann motiviert, anderen zu helfen, wenn die anders sind als man selbst, und das auf ruhige, überlegte Weise handeln lässt.
Bloom ist mit der Psychiaterin und Hochschullehrerin Karen Wynn verheiratet.

## Auszeichnungen
In den Jahren 2002 und 2006 wurde Paul Bloom mit dem Eleanor Maccoby Book Award in Developmental Psychology ausgezeichnet.
Für 2017 wurde ihm der Klaus J. Jacobs Awards zugesprochen. 2023 wurde er in die Royal Society of Canada aufgenommen.

## Schriften (Auswahl)

### Bücher
- als Hrsg.: Language acquisition. Core readings. MIT Press, Cambridge, MA 1994, ISBN 0-262-52187-3.
- mit M.A. Peterson, L. Nadel und M.F. Garrett (Hrsg.): Language and space. MIT Press, Cambridge, MA 1996, ISBN 0-262-52266-7.
- mit Ray Jackendoff und Karen Wynn: Language, logic, and concepts: Essays in honor of John Macnamara. MIT Press, Cambridge, MA, 1999, ISBN 0-262-10078-9.
- How children learn the meanings of words. MIT Press, Cambridge, MA, 2000, ISBN 0-262-02469-1.
- Descartes' baby. How the science of child development explains what makes us human. Basic Books, New York, 2004, ISBN 0-465-00783-X.
- Just Babies - The Origins of Good and Evil. Crown Publishing, New York City, USA 2013, ISBN 978-0-307-88684-2.
  - Jedes Kind kennt Gut und Böse. Übersetzung Katrin Krips-Schmidt. Pattloch Verlag, München 2014, ISBN 978-3-629-13057-0.
- Against Empathy: The Case for Rational Compassion. Ecco, 2017

### Artikel
- Is God an accident? In: Atlantic Monthly. 2005. (englisch)
- Wired for Creationism? In: Atlantic Monthly. 2005. (englisch)
- The Moral Life of Babies. In: New York Times Magazine. 5. Mai 2010.